# James Forman
James Forman (Chicago, 4 oktober 1928 — Washington D.C., 10 januari 2005) was een Amerikaanse burgerrechtenleider.
Na tijdens de Korea-oorlog als vliegenier in de Amerikaanse luchtmacht te hebben gediend, was hij van 1961 tot 1965 uitvoerend secretaris van het Student Nonviolent Coordinating Committee. Tijdens het hoogtepunt van de Afro-Amerikaanse burgerrechtenbeweging wist hij dit studentencomité van politiek belang te maken. Zo was hij de hoofdorganisator van de Mars naar Washington in 1963. Hij heeft diverse publicaties op het gebied van de burgerrechten op zijn naam staan.

## Black Manifesto
In 1969 legde Forman zijn Black Manifesto voor, waarin aan de kerken een herstelbetaling van 500 miljoen dollar werd gevraagd voor het eeuwenlange onrecht dat zwarten was aangedaan. Dit manifest werd door het nationale congres voor zwarte economische ontwikkeling in Detroit aangenomen op 26 april 1969. De Wereldraad van Kerken reageerde met een verklaring waarin schuld werd beleden voor het laten voortduren van de rassendiscriminatie. Verschillende Amerikaanse kerkgemeenschappen reageerden door bedragen te doneren voor armoedeprojecten voor de zwarte bevolking.